# 灣裡路
灣裡路，為臺灣臺南市南區南北向次要道路之一。北起台86線橋下道路及喜樹路口，南至明興路及南萣橋口，全長約1.8公里，灣裡路與喜樹路共編台南市道路編號133。

## 概況
灣裡路所有路段都在臺南市南區灣裡地區，名字源自於當地聚落名稱灣裡，南段大多為住宅區，中段的性質接近商業區。而北段有學校校區、廟宇。

## 行經行政區域
- 南區

## 沿途設施
（由北到南）
- 灣裡萬年殿
- 萬年公園
- 臺南市立省躬國民小學
- 台南市公共自行車-YouBike2.0萬年公園
- 中華郵政灣裡分行
- 灣裡休閒公園
- 台南市灣裡零售市場

## 本路段客運
- 市區公車[1]

| 編號 | 路線                       | 本路段公車站 |
| ---- | -------------------------- | ------------ |
| 1    | 台南車站－茄萣／崎漏電信局 | 省躬國小     |